# 鼈甲斎虎丸
鼈甲斎 虎丸（べっこうさい とらまる）は、浪曲の名跡。特に3代目が著名で中京節の第一人者。初代仕込の『安中草三郎』を十八番とした。

## 初代
初代鼈甲斎 虎丸（1854年3月1日（嘉永7年2月3日） - 1894年4月27日）は、浪曲師。本名∶丹羽 吉平。
伊勢国四日市生まれ、幼少期に鼈甲屋に養子になるが家業を嫌って浪曲師になる。吉川小長から吉川吉之助、吉川虎丸を経て1874年頃に養家の家業が鼈甲屋だった為、亭号にした。
1886年に上京し、同郷の人に寄席「虎丸亭」を作ってもらい、そこから東京に定着し、東京の関西派の幹部として重きを成す。
『安中草三郎』を浪曲化するなど活躍。

## 2代目
二代目鼈甲斎 虎丸（1872年9月22日（明治5年8月20日） - 1945年10月15日）本名∶森 寅之助。
三重県四日市の生まれ、生家は水菓子屋で幼いころから芸事が好きで9歳の時に地元に興行に来た4代目河原崎國太郎の芝居に飛び入りで『一谷嫩軍記』平敦盛役で出演したことがある。この時國太郎に認められ養子に迎えられる話もあったが父が反対したために立ち消えになった。
父の反対を押し切り15歳で2代目都三光の門下になったが稽古の覚えが悪く、厳しい稽古に耐え切れず飛び出し、17歳で初代鼈甲斎虎丸門下になり、師匠と上京した際に府下の席に出演、牛込神楽坂の若松亭で初めて自身の看板を掲げる。
師の前名の鼈甲斎吉之助と改名、1894年4月に初代が没し1周忌を終えた1895年2月に2代目を襲名。晩年名を譲り初代鼈甲斎鶴堂を名乗る。
初代伊藤痴遊は『至極の悪性で、節は問題にならなかったが、話を運ぶ調子は、関東、関西を通じて随一だった』と称した。

## 3代目
三代目鼈甲斎 虎丸（1885年6月4日 - 1938年5月5日）本名∶荒井 正三郎。
東京の生まれ、子供の頃から芸達者で長唄の杵屋六糸の門下で長唄の修行をしたり、新派の舞台で女形をやったりしていた。
20歳で二代目鼈甲斎虎丸に入門、鼈甲斎吉右衛門を名乗る。25歳で3代目虎丸を襲名。
初代仕込の『安中草三郎』を十八番とし当たりネタになる。初代木村重友、東家楽燕、初代天中軒雲月と共に浪曲四天王の一人として活躍。
得意ネタは他に『柳橋五人斬り』『左甚五郎』『伊達騒動』等がある。静岡県熱海で公演中に急死。その節調は2代目広沢虎造に大きな影響を与え、後世において中京節の節調を隠し味的に使うことを標準的にした。
妻は父・初代京山花丸、母・菊川光治の娘の鼈甲斎ひさごで曲師として支えた、また息子の青柳一蛙は浪曲引退後日本橋きみ栄と結婚しマネージャーとして支えた。

## 4代目
四代目鼈甲斎 虎丸（1897年 - ?）
三重の生まれ、1914年に三代目鼈甲斎虎丸に入門、初名を鼈甲斎虎秀から3代目鼈甲斎小虎丸。
1938年に3代目が亡くなると全国に鼈甲斎虎丸を名乗る浪曲師が続出したために、1939年（昭和14年）6月27日に襲名。「野口英世」などが得意だった。1959年に引退。

## 5代目
五代目鼈甲斎 虎丸（1903年9月10日 - 1989年12月1日）本名∶梅原 秀夫。
九州長崎県の生まれ。1921年18歳の時に、大阪にて三代目鼈甲斎虎丸に入門し鼈甲斎虎洲。
1925年∶ビクターレコードに入社と同時に、本名の梅原 秀夫に改名。戦後まで活動「軍事浪曲・梅原秀夫」として大きく名を売った（のちキングレコードに移籍）。
浅草・国際劇場、明治座、国技館で独演会を開催した。その後1973年5月7日に3代目虎丸の三十五回忌にあたり、五代目鼈甲斎虎丸を襲名。ネタは多く師匠譲りの『安中草三郎』『左甚五郎』『伊達騒動』『討入の日』他に『野口英世』『あゝ無情』等も得意とした。

### レコード
全て梅原秀夫名義
- 「水兵の母」ビクターレコード。1935年8月
- 「五人の斥候兵」キングレコード。1938年5
- 「我奇襲に成功せり」キングレコード。1942年12月
- 「嗚呼山本元帥」富士レコード。1943年11月

### ラジオ
放送リスト（全て梅原秀夫名義）
- 1936年10月2日 浪花節「母の唄」
- 1938年12月14日 義士の夕洋楽入り浪花節交声曲「忠臣蔵」、作詞:渥美清太郎
- 1941年12月12日 浪花節「五人の斥候兵」